# Joël Bopesu
Joël Bopesu (ur. 25 stycznia 1995 w Kinszasie) – francuski piłkarz, grający na pozycji obrońcy.

## Kariera piłkarska

### Kariera klubowa
Wychowanek klubów Toulouse FC i LB Châteauroux. W lipcu 2014 rozpoczął karierę piłkarską w barwach AC Arles-Avignon. 17 sierpnia 2015 roku przeszedł do SAS Épinal. W lipcu 2016 zasilił skład Calais RUFC. W lutym 2018 został zaproszony do macedońskiego FK Skopje. W lipcu 2018 przeniósł się do FK Rabotniczki Skopje. 3 lutego 2019 został piłkarzem łotewskiego Riga FC. 26 stycznia 2020 podpisał kontrakt z FK Lwów.

## Sukcesy i odznaczenia

### Sukcesy klubowe
Riga FC
- mistrz Łotwy: 2019